# Bistum Danlí
Das Bistum Danlí (lateinisch Dioecesis Danliensis, spanisch Diócesis de Danlí) ist eine in Honduras gelegene römisch-katholische Diözese mit Sitz in Danlí. 

## Geschichte
Das Bistum Danlí wurde am 2. Januar 2017 durch Papst Franziskus aus Gebietsabtretungen des Erzbistums Tegucigalpa errichtet und diesem als Suffraganbistum unterstellt. Erster Bischof wurde José Antonio Canales Motiño.
Das Bistum Danlí umfasst das Departamento El Paraíso.